# Christine Pitzke
Christine Pitzke (* 11. Juli 1964 in Burghausen) ist eine deutsche Schriftstellerin.

## Leben
Nach dem Abitur 1983 am Kurfürst-Maximilian-Gymnasium in Burghausen absolvierte sie 1984 bis 1987 eine Ausbildung zur Krankenschwester. Sie bestand das Zulassungsverfahren zum Medizinstudium, entschied sich jedoch für Fächer der Geisteswissenschaften (u. a. engl./amerik. und deutsche Literatur, Psychologie, Philosophie). 1993 legte sie an der Ludwig-Maximilians-Universität München bei Gerhard Neumann die Magisterprüfung ab mit Hauptfach Neuere Deutsche Literatur.
Es folgte eine mehrjährige Tätigkeit im Verlagswesen und als Medizinjournalistin (Urban&Schwarzenberg, Gustav Fischer Verlag, GesundheitsBrockhaus). Sie machte Hospitanzen beim Bayerischen Rundfunk, ORF und Sender Freies Berlin. Ab 1993 war sie regelmäßige Mitarbeiterin und Autorin für den Bayerischen Rundfunk, insbesondere im Bereich Wissenschaft und Bildung. 
Ihre Laufbahn als Schriftstellerin begann im Sommer 2001 mit einer Autoren-Werkstatt Prosa des Literarischen Colloquiums Berlin. Für ihr Prosadebüt erhielt sie mehrere Auszeichnungen. Die Arbeit an weiteren Büchern wurde gefördert durch Institutionen im Inland (Bundesakademie Wolfenbüttel, Kloster Cismar, Schloss Wiepersdorf, Stiftung Rheinland-Pfalz) sowie Writers’ Residencies im näheren Ausland, in Horní Planá / CZE (Stifter-Verein München), in Pazin / HR (Goethe-Institut Zagreb) und Novo Mesto / SI (Goethe-Institut Ljubljana). Bislang hat sie fünf Romane in österreichischen Verlagen veröffentlicht, Gedichte von ihr finden sich in Kulturzeitschriften und Lyrikjahrbüchern.
Von der Kritik wurde die Unaufgeregtheit ihrer Texte gewürdigt und ein gewisses „formgebendes“ und innovatives Potenzial bemerkt.

## Werk

### Eigenständige Veröffentlichungen
- Versuche, den Morgen zu beschreiben. Jung und Jung Verlag, Salzburg/Wien 2004, ISBN 3-902144-78-5.
- Nächste Nähe, weit entfernt. Jung und Jung, Salzburg/Wien 2007, ISBN 978-3-902497-18-5.
- Der Sommer, in dem Folgendes geschah. Jung und Jung, Salzburg/Wien 2010, ISBN 978-3-902497-66-6.
- Im Hotel der kleinen Bilder. Jung und Jung, Salzburg/Wien 2013, ISBN 978-3-99027-035-6.
- Wir stehen unter Schöpfung. Müry Salzmann Verlag, Salzburg/Wien 2018, ISBN 978-3-99014-165-6.

### Beiträge in Zeitschriften und Anthologien (Auswahl)
- Instandsetzung (Prosa), in: Sprache im technischen Zeitalter Nr. 160, Berlin 2001
- Ein paar Inventarstücke (Prosa), in: Salz H.137, Salzburg 2009
- Die Werktage hier (Prosa), in: Die einzige Schönheit: Rettung, Salzburg/Wien 2010, ISBN 978-3-902497-76-5
- Geschichte auf der Brücke (Prosa), in: Programmbuch zu R. Strauss/H. v. Hofmannsthal: Die Frau ohne Schatten, Bayerische Staatsoper München 2013
- Überstunden in Weimar (Lyrik), in: Sinn und Form, hg. von d. Akademie d. Künste Berlin, H. 4, Juli/Aug. 2018
- Der Penelopist (Lyrik), in: Sudetenland. Europäische Kulturzeitschrift, H. 3–4 | 2022
- Metamorphose in einem möblierten Zimmer (Lyrik), in: Signaturen-Magazin, 15. März 2022, sowie Jahrbuch österreichischer Lyrik 2022/23, hg. von Alexandra Bernhardt, Edition Melos, Wien 2023, ISBN 978-3-9505384-4-1
- Frisur für Überstunden (Lyrik), in: Manuskripte, H. 238, Graz, Dez. 2022, sowie Jahrbuch der Lyrik 2024/25, hg. von Matthias Kniep & Karin Fellner, Verlag Schöffling & Co., Frankfurt/M. 2024, ISBN 978-3-89561-209-1
- Gutwasserstraße (Lyrik), in: Sudetenland H. 2 | 2024
- Übungen auf dem Zifferblatt (Lyrik), in: Ostragehege H. 115, Dresden 2025

### Hörfunkfeatures (Auswahl)
Jeweils BR, mit Datum der Erstsendung
- Der Mensch im Schmerz (24.3.2002)
- Erasmus von Rotterdam (17.9.2003)
- Das Vorhaben, „Menschen zu erlernen“. Elias Canettis autobiographische Schriften (19.7.2005)
- Ingeborg Bachmann. Mit Worten „ein Einsehen lernen“ (20.6.2006)
- Louis-Sébastien Mercier (02.12.2006)
- „Überall Wahn“. Zu Richard Wagner (15.5.2007)
- Die Macht der Dinge (5.12.2007)
- Hilde Domin. „Das Dennoch jedes Buchstabens“ (02.01.2008)
- Rituale im Wandel. Anpassung, Variation, Integration (01.10.2008)
- Diese „äußerst verwegene Hoffnung“. Zu Albert Schweitzer (24.02.2010)
- Michel de Montaigne. Freundschaft und Fülle des Lebens (29.12.2010)
- Blaise Pascal. Mathematiker, Weltmann, unruhiger Geist (02.02.2011)
- Identität – Im Spiegel der Anderen (20.02.2013)
- Georg Simmel. Soziologie zum Weiterdenken (25.9.2013)

## Auszeichnungen (u.a.)
- 2004: Hermann-Lenz-Stipendium
- 2004: Literaturpreis der Jürgen Ponto-Stiftung
- 2005: Rauriser Literaturpreis
- 2012: Literaturstipendium des Freistaates Bayern
- 2014/15: Fellowship Villa Concordia Bamberg
- 2020: Stipendium Künstlerhaus Edenkoben
- 2023: BCWT Visby/Schweden / Austauschstipendium Haus Lukas Ahrenshoop